# Gråbröstad vireo
Gråbröstad vireo (Hylophilus semicinereus) är en fågel i familjen vireor inom ordningen tättingar.

## Utseende och läte
Gråbröstad vireo är en liten medlem av familjen, med olivgrönt på panna och rygg som kontrasterar med ljus undersida. Noterbart är vita ögon. Liknande citronbröstad vireo har ett gult bröstband. Sången består av en upprepad serie med "wee-wee-wee". 

## Utbredning och systematik
Gråbröstad vireo delas in i tre underarter:
- H. s. semicinereus – förekommer i norra Brasilien i södra delen av det lägre Amazonområdet (från Maranhão till norra Mato Grosso)
- H. s. viridiceps – förekommer i södra Venezuela (Amazonområdet och Bolivar), Guyanaregionen och norra Brasilien
- H. s. juruanus – förekommer i nordvästra Brasilien (söder om Rio Solimões)

## Levnadssätt
Gråbröstad vireo hittas i övre skikt av ungskog, fuktiga skogar och säsongsmässigt översvämmande skogar. Där slår den ofta följe med kringvandrande artblandade flockar.

## Status
Arten har ett stort utbredningsområde och beståndet anses stabilt. Internationella naturvårdsunionen IUCN listar den därför som livskraftig (LC).